# Halldóra Eyjólfsdóttir
Halldóra Eyjólfsdóttir, död 1210, var abbedissa på Kirkjubæjarklaustur (kloster) på Island.
Hennes ursprung är okänt. Hon bekräftades och invigdes formellt i ämbetet 1189, men hade då troligen fungerat i rollen sedan klostrets grundande 1186. Hon avled 1210. Därefter är ingen abbedissa känd förrän 1293.